# 자기실현적 예언
자기 실현적 예언(自己實現的 豫言, 영어: self-fulfilling prophecy, 자기 충족적 예언, 자기 성취적 예언)이란 사회심리학적 현상의 하나로, 누군가 어떠한 일이 발생한다고 예측하거나 기대하는 것인데, 이러한 예측 혹은 기대가 실현되는 것은 순전히 자신이 그렇게 될 것이라고 믿고서, 행동을 믿음에 따라 맞춰가기 때문이다. 이는 사람의 믿음이 행동에 영향을 준다는 것을 보여준다. 현상의 원리는 사람이 사람이나 사건에 대하여 자신이 이전에 가지고 있던 지식을 바탕으로 결과를 창출해 낸다는 것이다. 또한 자기 실현적 예언은 부정적 결과와 긍정적 결과에 모두 적용할 수 있다..
미국 사회학자 윌리엄 아이작 토마스(William Issac Thomas)는 이 현상을 처음 발견했다. 1928년 토마스는 “토마스 정리(the Thomas theorem, the Thomas dictum)”로 발전시켰다. 모종의 상황을 현실로 규정하면, 결과에서도 이러한 상황은 현실이 된다는 것이다. 즉 결과는 상황을 해석하는 방식에 따라 이뤄진다는 것이다. 미국의 사회학자 로버트 머튼(Robert K. Merton)은 토마스의 이론을 활용하여 “자기 충족적 예언”이라는 용어를 만들고, 정확하든 부정확하든 믿음이나 기대는 바라거나 기대한 결과를 가져다준다는 이론을 대중화하였다.

## 같이 보기
- 골렘 효과
- 문명의 충돌(새뮤얼 P. 헌팅턴)
- 투사적 동일시
- 플라시보 효과
- 피그말리온 효과
- 행동 확증